# Traffic Collision Avoidance System

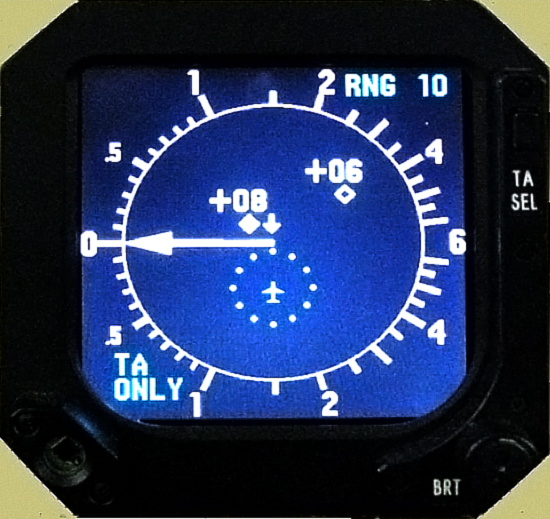
Indicatore TCAS

Il Traffic Alert and Collision Avoidance System, in italiano sistema di allerta del traffico ed elusione di collisione, spesso abbreviato come TCAS, è un dispositivo montato sui moderni aeromobili che ha la funzione di avvertire i piloti circa la presenza di altri velivoli equipaggiati con transponder operanti nelle vicinanze, nel caso in cui i due mezzi si trovino su rotte in conflitto ed a rischio di imminente collisione (a seguito per esempio di errore umano nel sistema di controllo del traffico aereo), di fornire indicazioni utili al fine di eseguire manovre per evitare l'impatto.
Nel corso del tempo il traffico aereo ha conosciuto una crescita pressoché costante e tale da richiedere lo sviluppo di sempre più moderni sistemi di controllo, con l'obiettivo di incrementare da un lato la capacità e l'efficienza dei servizi del traffico aereo e dall'altro garantire i necessari livelli di sicurezza.
In tale contesto, considerato che la possibilità di collisione in volo è sempre stata presente come rischio per l'incolumità degli aeromobili, si è fatta largo l'idea di sviluppare un sistema per evitare le collisioni in volo, noto come ACAS (Airborne Collision Avoidance System), da utilizzare come ultima risorsa.
Nel 1956 la collisione tra due aeromobili di linea sopra il Grand Canyon spinse sia le compagnie aeree che le autorità aeronautiche ad accelerare gli studi per lo sviluppo di un tale sistema.
Nel 1986 l'impatto tra un aereo da turismo e un velivolo di linea sopra Los Angeles condusse la FAA (Federal Aviation Administration) ad iniziare, tre anni dopo, lo sviluppo del TCAS.
L'intervento dell'apparecchiatura era teso all'individuazione ed alla risoluzione di potenziali conflitti di traffico, funzionando in maniera autonoma e indipendente sia rispetto ai sistemi di navigazione dell'aeromobile, che rispetto ai sistemi di terra utilizzati per la fornitura dei servizi ATS.
Le indicazioni di manovre correttive emesse dal TCAS hanno precedenza anche sulle indicazioni date dal controllo del traffico aereo: quando il TCAS impone una manovra correttiva anti-collisione, i piloti sono tenuti prima ad eseguirla e solo in seguito, una volta normalizzata la situazione, a comunicare all'ATC di averla eseguita. Si tratta dell'unico caso in cui una manovra può (e deve) essere eseguita senza aver prima dialogato al riguardo con l'ATC.